# 興津氏
興津氏（おきつし、またの名を息津氏）は戦国時代などに武士として活躍した日本の氏族。
興津郡の国衆家。藤原南家工藤氏族。
元は水軍であり、駿河沖の海を通航する船から通行料を取っていた。 要するに海賊の類である。
鎌倉時代に御家人として活躍し、戦国時代には今川氏家→北条家→武田家→徳川家に従属した。

## 出自
説1：藤原為景の子孫・船越維道が興津郡（静岡県静岡市清水区）に移住して興津氏を称したとされる。
説2：駿河国廬原郡息津（静岡県清水市興津町）より起こる。岡部権守清綱の子近綱が息津六郎を称したのに始まるというが定かではない。

## 鎌倉時代
《保元物語》に源頼朝の従者として息津四郎の名を残している。以後鎌倉御家人に列し承久の乱の際には鎌倉方軍勢に加わって奥津左衛門尉が上洛したという（承久記）。

## 南北朝時代
南北朝の争乱期である延文年間(1356-61)になると興津美作守が身延街道を押える当地に山城を築き、山麓に居館を構えたと言われる。また、今川氏が守護として駿河に入部してくるとその被官となり、この横山城は興津氏代々の居城として戦国期に至ることになる。

## 室町時代

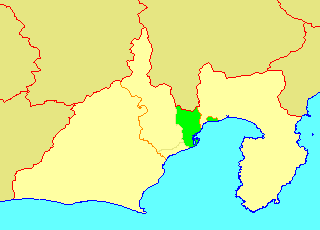
興津郷（清水区）の位置

永享年間に駿河東部の国人と一揆を結んで守護の今川氏に抵抗するなど、独自の行動をとっていた。
また、興津宿の経営に関与したことが窺える。

## 戦国時代
戦国期には興津郡のほかに遠江国浜野浦（静岡県掛川市）を領有して、駿河・遠江国の水運にも関与した。天文年間、主家である今川氏の動揺が興津氏にも及び、天文5年（1536年）10月には家督を継いだばかりの今川義元が興津氏の一族が清房に従うように命じる文書を出している。ところが、永禄2年（1559年）になって興津一族の興津修理進・興津大学助らが、清房の嫡男である彦九郎某を擁して清房の排除を企て、激怒した今川氏真（既に父・義元から家中のことを任されていた）によって彦九郎らは追放されている。だが、彦九郎が清房の唯一の後継者であったらしく、永禄4年（1561年）を最後に清房の活動を示す記録がなくなり、程なく同系の興津氏自体が断絶とされ、文書などは同族の美濃守・弥四郎系に与えられた。永禄11年（1568年）末、武田信玄が今川領国に侵攻した後、惣領の弥四郎は北条氏に保護された今川氏真に従った。しかし興津氏を統一した美濃守・弥四郎系だが、武田信玄の駿河侵攻によって追われ、興津は穴山信君の所領となる。天正10年（1582年）3月に武田氏が滅亡した後は徳川家に仕える。

## 江戸時代
江戸時代には幕臣として徳川家に仕えた。天正19年（1591年）興津正忠が相模国高座郡に300石を領した。家督は子・忠能が継ぎ、加増されて以後は旗本として続いた。